# شیطان وجود ندارد (فیلم ۲۰۲۳)
شیطان وجود ندارد (به هپبورن: Aku wa Sonzai Shinai) فیلمی است در گونهٔ درام، محصول سال ۲۰۲۳، به کارگردانی ریوسوکی هاماگوچی، که نخستین بار ۴ سپتامبر ۲۰۲۳ در هشتادمین دورهٔ جشنوارهٔ بین‌المللی فیلم ونیز به نمایش درآمد. این فیلم توانست برندهٔ جایزه بزرگ هیئت داوران و جایزهٔ فدراسیون بین‌المللی منتقدان فیلم در جشنواره فیلم ونیز شود و همچنین جایزهٔ بهترین فیلم در مراسم سالیانهٔ جوایز فیلم آسیایی و جشنواره فیلم لندن را به دست آورد.